# Tocoma-Talsperre
Das Wasserkraftwerk Manuel Piar (bzw. die Tocoma-Talsperre) ist am Río Caroní in Venezuela in Bau. Es handelt sich um das letzte geplante Wasserkraftwerk am unteren Caroní. Das Projekt beinhaltet den Ausbau von 2160 MW und eine durchschnittliche jährliche Energieproduktion von 12.100 GWh. Dazu dienen zehn Kaplan-Turbinen und Generatoren mit je 230 MW Nennleistung, die von der argentinischen IMPSA geliefert werden. Sie sollen zwischen 2012 und 2016 in Betrieb gehen.
Das Absperrbauwerk besteht aus drei Abschnitten: eine 360 m lange Gewichtsstaumauer als Hauptbauwerk, ein 1800 m langer Felsschüttdamm und ein 3800 m langer CFR-Staudamm, zusammen 5960 m.
Die hydraulische Fallhöhe beträgt 34,65 m.